# کلودیو استچی
کلودیو استچی (انگلیسی: Claudio Stecchi؛ زادهٔ ۲۳ نوامبر ۱۹۹۱) ورزشکار دو و میدانی اهل ایتالیا است.
وی در مسابقات کشوری و بین‌المللی در مجموع برندهٔ ۱ مدال نقره و ۱ مدال برنز شده‌است.